# Антонов Микита Фролович
Микита Антонович Фролов (16 вересня 1918, Рябчі — 13 червня 1999, Київ) — український радянський правознавець-криміналіст, суддя. Заслужений юрист УРСР.
Учасник німецько-радянської війни, лейтенант військової служби. Командир розвідувальної групи 254-ї стрілецької дивізії, під час бойових дій втратив праву руку. Після завершення війни, майже 35 років — суддя Верховного Суду УРСР (1952—1986), один з його реформаторів.

## Життєпис
Народився 16 вересня 1918 року у селі Рябчі (тепер Брянська область, РФ). Закінчив Харківський планово-економічний технікум.
У 1938 році мобілізований до лав Радянської армії, зарахований курсантом школи молодших командирів. Закінчив Саратовське училище МВС.
З початком німецько-радянської війни став солдатом 254-ї стрілецької дивізії, пізніше командував розвідувальною групою дивізії. У жовтні 1941 року, виконуючи розвідувальне завдання, був тяжко поранений уламком ворожої міни та втратив праву руку. До квітня 1942 року знаходився на лікуванні, після чого звільнений у запас. Завершив війну у званні лейтенанта, нагороджений низкою бойових орденів та медалей.

Могила Микити Антонова, Байкове кладовище

У 1944 році закінчив Горьківську юридичну школу (місто Горький). Відтоді ж — суддя Коломацького районного суду Харківської області.
З 1952 року — суддя Верховного Суду УРСР, член Судової палати у кримінальних справах. Працював разом із Петром Цупренком, Василем Ярославським, Тамарою Роцькою тощо. Розглядав справи в порядку нагляду, касаційному порядку і по першій інстанції.
У 1986 році пішов у відставку з посади судді Верховного Суду УРСР, віддавши роботі 34 роки життя. Помер у 80-річному віці 13 червня 1999 року. Похований разом з дружиною на Байковому кладовищі (ділянка № 49а, 50°24′59.96″ пн. ш. 30°30′6.11″ сх. д. / 50.4166556° пн. ш. 30.5016972° сх. д.).
Один з реформаторів та розбудовників Верховного Суду УРСР, повоєнного розвитку правосуддя в Україні. У 2013 році, на честь 90-річчя утворення Верховного Суду України, окремо відзначений тодішнім його Головою Петром Пилипчуком, як «видатний юрист, висококваліфікований та високо моральний суддя».

## Науковий доробок (частковий)
- Уголовный кодекс Украинской ССР. Научно-практический комментарий / Н. Ф. Антонов [и др.] ; общ. ред. В. И. Зайчук. — К. : Политиздат Украины, 1969. — 543 с.
- Уголовный кодекс Украинской ССР. Научно-практический комментарий / Н. Ф. Антонов [и др.]. — К. : Политиздат Украины, 1978. — 684 с.
- Уголовный кодекс Украинской ССР: Научно-практический комментарий / [Н. Ф. Антонов и др.; Отв. ред. В. И. Зайчук]. — [3-е изд., доп.]. — Киев: Политиздат Украины, 1987. — 879,[1] с.; 20 см.

## Нагороди
- два ордени Вітчизняної Війни I ступеня
- орден Трудового Червоного Прапора
- медаль «За перемогу над Німеччиною у Великій Вітчизняній війні 1941—1945 рр.»
- заслужений юрист УРСР
- 14 медалей[2]